# Estefania de Lannoy
Estefania de Lannoy, coneguda oficialment com la Princesa Estefania, Gran Duquessa Hereva de Luxemburg, nascuda Comtessa Stéphanie de Lannoy a la noblesa belga, és l'esposa del Príncep Guillem, Gran Duc Hereu de Luxemburg i està cridada a ser la Gran Duquessa de Luxemburg, quan el seu marit succeeixi al seu pare.
Des del seu casament, Estefania va adquirir a més del seu títol per naixement de Comtessa de Lannoy, els títols de: Princesa de Luxemburg, Princesa de Nassau i Princesa de Borbó-Parma, juntament amb el tractament d'Altesa Reial.

## Biografia
La Princesa Estefania de Luxemburg va néixer el 18 de febrer de 1984 a Ronse, Flandes Oriental. És la filla més petita del Comte Felip de Lannoy (1929) i Alix della Faille de Leverghem (1941-2012). Té set germans. Va créixer amb la seva família al palau familiar Château d'Anvaing.
Els seus germans són els Comtes: Jehan (1966), Christian (1968), Nathalie (1969), Gaëlle (1970), Amaury (1971), Olivier (1974) i Isabelle (1976). El seu padrí de baptisme fou el seu germà Christian.
Parla francès, anglès, alemany i rus. Posteriorment, va estar rebent lliçons de luxemburguès.
El Príncep Guillem i la Comtessa Stéphanie es van conèixer dos anys abans del seu compromís. Es van comprometre el 26 d'abril del 2012.
La parella va contraure matrimoni civil el dia 19 d'octubre de 2012 a la Sala de Plens de l'Ajuntament de la ciutat de Luxemburg. Aquest mateix dia, la Comtessa va obtenir la nacionalitat luxemburguesa.
El matrimoni religiós va tenir lloc el dia 20 d'octubre de 2012 a la Catedral de Santa Maria de Luxemburg. Després de l'enllaç, la parella resideix a Colmar-Berg, la residència oficial dels Grans Ducs. Stéphanie va ser conduïda a l'altar del braç del seu germà gran Jehan, hereu del títol de Comte de Lannoy. Les seves dues dames d'honor van ser la seva cunyada, la Princesa Alexandra de Luxemburg i la seva neboda carnal Antonia Hamilton.
Des del seu casament, la Comtessa es va convertir en l'única Princesa Hereva Consort d'una casa regnant europea amb ascendència noble, al costat de la Princesa Sofia de Liechtenstein i la Duquessa Camil·la de Cornualla.
El Príncep Guillem i Estefania de Lannoy estan emparentats, ja que tots dos són descendents del mariscal de camp austríac Charles Raymond, Duc d'Arenberg.

## Títols i tractaments
- S.A.I. la Comtessa Estefania de Lannoy (1984-2012).
- S.A.R. la Princesa Estefania de Luxemburg, Gran Duquessa Hereva, Princesa de Nassau, Princesa de Borbó-Parma i Comtessa de Lannoy (2012-actualitat).